# نانسي هوبكينز
نانسي هوبكينز (بالإنجليزية: Nancy Hopkins)‏ هي طيارة أمريكية، ولدت في 16 مايو 1909، وتوفيت في 15 يناير 1997.